# Nesapterus sinuatus
Nesapterus sinuatus är en skalbaggsart som beskrevs av Scott 1908. Nesapterus sinuatus ingår i släktet Nesapterus och familjen glansbaggar. Inga underarter finns listade i Catalogue of Life.